# Scheefsnavelplevier
De scheefsnavelplevier (Anarhynchus frontalis) is een vogel uit de familie van plevieren (Charadriidae).

## Kenmerken
Deze vogel heeft een zijwaarts gebogen snavel, altijd naar rechts. Op borst en voorhoofd bevinden zich smalle zwarte banden, die bij mannetjes scherper zijn afgetekend. De lichaamslengte bedraagt 20 tot 21 cm en het gewicht 40 tot 70 gram.

## Leefwijze
Zijn voedsel bestaat voornamelijk uit insecten, kreeftjes en wormen, die het dier onder steentjes zoekt, waarbij de kromme snavel goed van pas komt.

## Verspreiding
Deze trekvogel is in de zomer een bewoner van rivierbeddingen, maar is ’s winters te vinden aan slikkige kusten in Nieuw-Zeeland.

## Status
De grootte van de populatie wordt geschat op 3000-3300 volwassen vogels. Op de Rode lijst van de IUCN heeft deze soort de status kwetsbaar.